# Junior Marvin

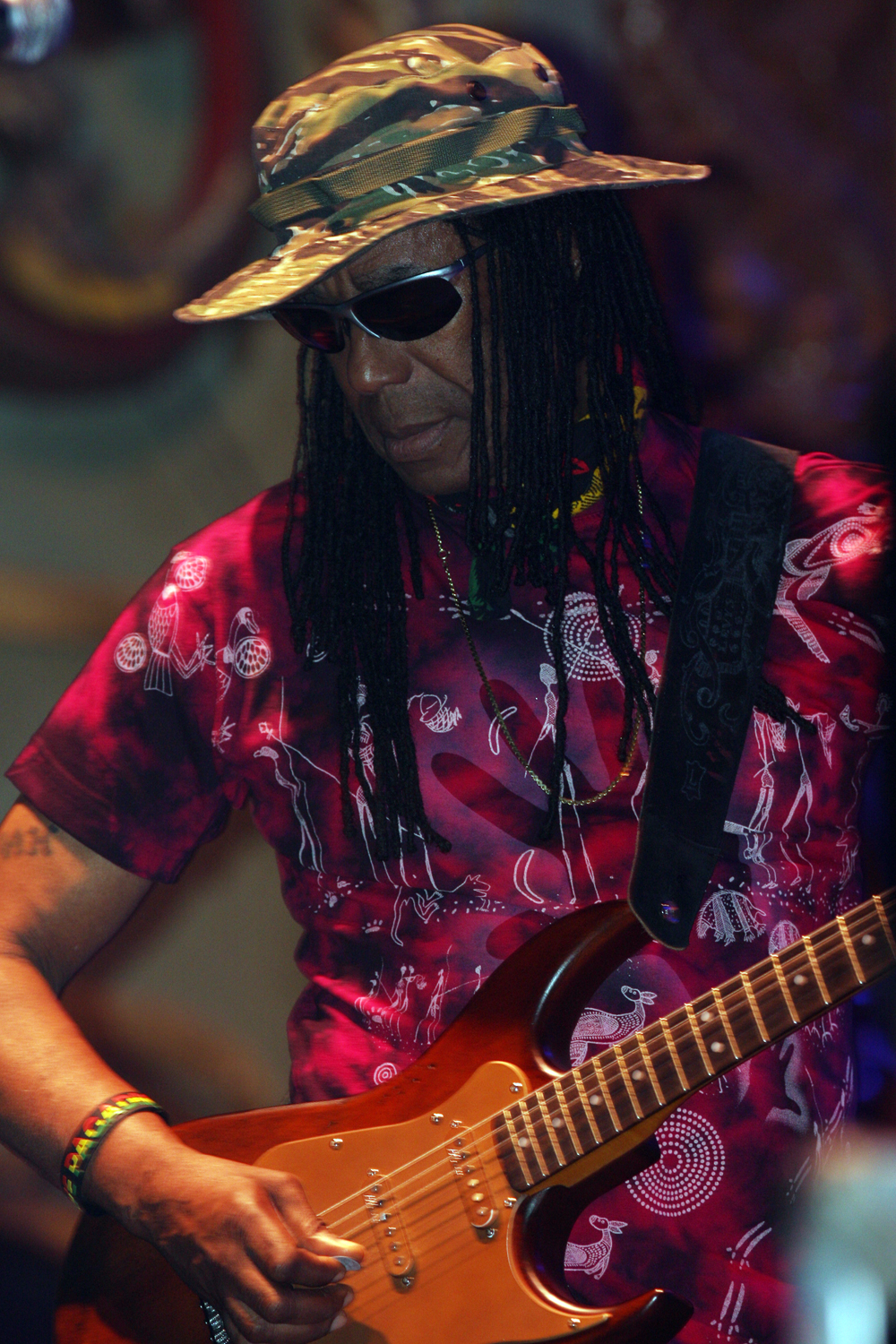
Junior Marvin

Donald Hanson Marvin Kerr Richards Jr., besser bekannt als Junior Marvin (* 1949 in Kingston, Jamaika) ist ein jamaikanischer Gitarrist und Sänger. Weitere Namen sind Junior Kerr und Junior Hanson sowie die falsche Schreibweise Julian Marvin.
Marvins Familie zog bald nach England, wo er seine Karriere durch Kleinauftritte in TV-Programmen startete. Nachdem er mit einigen kleineren Bands gespielt hatte, wurde Marvin 1970 Mitglied der Keef Hartley Band, unter dem Namen Junior Kerr. Die ersten paar Wochen war er gemeinsam Leadgitarrist mit Sänger Miller Anderson, bis dieser die Band verließ. Danach war Marvin auch Leadsänger. Mit Keef Hartleys Band nahm er das Album Lancashire Hustler, bis Hartley 1971 die Band auflöste.
Später trat Marvin einer Band namens Salt and Pepper bei, welche er jedoch schon bald wieder verließ, um 1973 unter dem Namen Junior Hanson seine eigene Band Hanson zu gründen. Marvin übernahm den Part des Sängers und der Leadgitarre. Sie veröffentlichten zwei Alben: "Now hear this" (1973) und "Magic Dragon" (1974), bis sich im Sommer 1974 auch diese Band auflöste. Fortan spielte Marvin in verschiedene Gastauftritte bei Sessions anderer Musiker.
Im Februar 1977 wurde er unter dem bis heute behaltenen Namen Junior Marvin Mitglied bei Bob Marley & The Wailers, wo er Al Anderson und Earl Smith auf der Leadgitarre ersetzte. Marvin spielte mit Marley und den Wailers die Alben Exodus (1977), Kaya (1978), Survival (1979) und Uprising (1980) ein. Ab 1978 teilte sich Marvin die Rolle des Leadgitarristen mit Anderson; beide sind auf dem Live-Album Babylon by Bus (1978) zu hören.
Nach Marleys Tod 1981 übernahm Marvin, der zuvor auch im Hintergrund sang, den Leadgesang der Wailers. 1997 verließ er schließlich die Wailers und gründete nochmals eine eigene Band, Rock Roots. 2005 war er wieder auf Tour mit den Wailers.